# Євдокимов Юрій Олексійович
Юрій Олексійович Євдокимов (нар. 1 січня 1946 року, Клевань, Рівненська область) — колишній губернатор Мурманської області (у 1996–2009 роках).

## Біографія
Дитинство і юнацтво Юрія Євдокимова пройшло в Україні в Запоріжжі. У 1963–1970 роках працював електрослюсарем, майстром з ремонту обладнання, наладником складального цеху Запорізького електровозоремонтного заводу. Строкову службу проходив у Групі радянських військ у Німеччині. У 1970 році заочно закінчив Дніпропетровський інженерно-будівельний інститут за фахом інженер-механік. Після армії з 1972 по 1974 рік працював старшим інженером, виконробом Запорізького науково-дослідного інституту будівельного виробництва.
У 1974 році на запрошення тресту «Ковдорстрой» приїхав у Мурманську область. Працював механіком, виконробом, старшим виконробом тресту. З жовтня 1974 по січень 1984 року — інструктор, завідувач промислово-транспортного відділу, секретар, другий секретар Кіровського міськкому КПРС. У 1984 році закінчив Ленінградську вищу партійну школу. З 1984 по 1990 рік — завідувач відділу будівництва, секретар Мурманського обкому КПРС.
У 1990–1994 роках очолював Мурманську обласну Раду народних депутатів. З 1994 по 1996 працював генеральним директором Мурманської філії АТ «Акціонерна фінансова корпорація „Система“». У грудні 1996 року обраний головою адміністрації Мурманської області, з грудня 1997 року — губернатор Мурманської області. У березні 2000 року переобраний на другий термін (набрав понад 86,6% голосів виборців) У березні 2004 року переобраний на третій термін (набрав 77,1 % голосів виборців). У лютому 2007 року в четвертий раз став губернатором Мурманської області.
21 березня 2009 року президент Росії Дмитро Медведєв прийняв відставку за власним бажанням Юрія Євдокимова.

## Нагороди
- Орден «За заслуги перед Вітчизною» III ступеня (1 січня 2006) — за великий внесок у соціально-економічний розвиток області та багаторічну сумлінну працю[3].
- Орден «За заслуги перед Вітчизною» IV ступеня (8 грудня 1999) — за великий особистий внесок у соціально-економічний розвиток області[4].
- Орден «Знак Пошани».
- Командор ордена Заслуг (Норвегія, 29 серпня 2007).
- Орден «За заслуги» III ступеня (Україна) (26 травня 2003)[5].